# Вілма Трайковська
Вілма Трайковська (мак. Вилма Трајковска) — колишня перша леді Македонії, дружина покійного президента Республіки Македонія Бориса Трайковського та активістка неурядового сектору.

## Біографія
Вілма Трайковська народилася в Колешино Струмицького регіону. Середню освіту отримала у середній школі "Георгі Димитров" у Скоп'є. Насамперед відома як колишня перша леді Республіки Македонія та дружина покійного президента Республіки Македонія Бориса Трайковського. Працювала у видавничій дирекції в Народному банку Республіки Македонія, де обіймала посаду директора до скасування дирекції. Також є засновником ВИТРА, некомерційного та недержавного фонду, створеного в Республіці Македонія в 2001 році. З метою підтвердження ролі жінки для всебічного розвитку суспільства, Трайковська бере активну участь у численних форумах та конференціях у Республіці Македонія та за кордоном. Вона також була спонсором Міжнародної конференції "Жінки у 21 столітті", що відбулася у 2002 році в Охриді. Трайковська є засновницю Міжнародного фонду "Борис Трайковський". Є матір'ю двох дітей.